# 拉特里尼泰区
拉特里尼泰区是马提尼克（法国海外省）所辖的一个区。总面积338平方公里，总人口85006，人口密度252人/平方公里（1999年）。主要城镇为拉特里尼泰。

## 辖区
拉特里尼泰区辖有11个县,共有10个市镇。